# Fritz Hirschfeld

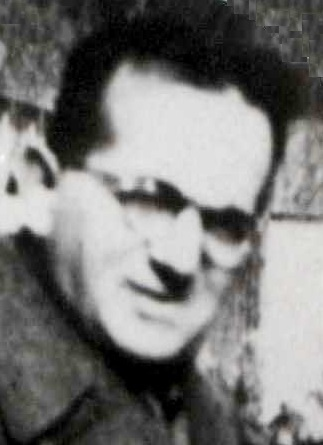
Fritz Hirschfeld, Privataufnahme,
1920er Jahre

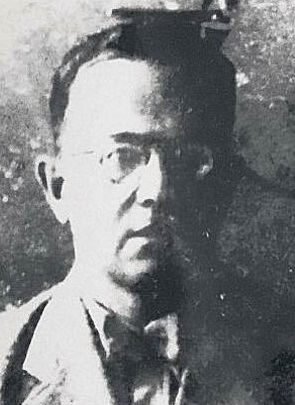
Amtliches Foto,
März 1938

Fritz Hirschfeld (* 22. Oktober 1886 in Berlin; † 11. Oktober 1944 im KZ Auschwitz) war ein deutscher Jurist jüdischer Abstammung, Richter in Potsdam, Flüchtling in den Niederlanden, interniert im Durchgangslager Westerbork und im KZ Theresienstadt und ermordet im Vernichtungslager Auschwitz. Nach seiner Konversion war er auch als Übersetzer und Autor tätig.

## Leben
Fritz Hirschfeld wuchs in Berlin auf. Seine Eltern waren liberale Juden. Er besuchte das Königliche Wilhelms-Gymnasium bis zum Abitur 1905. Anschließend studierte er Rechtswissenschaft in Heidelberg, Marburg und Berlin. Er hörte auch Vorlesungen in Philosophie und Psychologie. Nach seiner Promotion zum Dr. jur. wurde er Gerichtsassessor beim preußischen Justizministerium.
Im Ersten Weltkrieg wurde er schwer verwundet, sodass er lange im Militärhospital behandelt wurde und später als Kriegsversehrter galt. Nach der Genesung setzte er seine Richterlaufbahn in Potsdam fort.
1919 heiratete er Margarete Schulz, eine evangelische Lehrerin aus Dahlenburg. 1924 wurde ihre Tochter Anne Dorothea geboren.
1927 wurde Hirschfeld Vorsitzender Richter am Arbeitsgericht Potsdam. Er behielt diese Position bis zur Machtergreifung Hitlers.
Nach längeren inneren Auseinandersetzungen und unter dem Eindruck der Persönlichkeit Romano Guardinis konvertierte Hirschfeld 1935 zur katholischen Kirche.
Nach der Pogromnacht im November 1938 wurde Hirschfeld im Potsdamer Polizeigefängnis inhaftiert. Gegen Zahlung von 38.000 Reichsmark Judenvermögensabgabe und 35.000 Reichsmark Reichsfluchtsteuer wurde ihm die Emigration gestattet. Maimi von Mirbach, mit der er in einem privaten Streichquartett musizierte, kaufte Hirschfelds Haus und Grundstück in Neubabelsberg für 59.000 Reichsmark, sodass das Geld zur Verfügung stand. Seine „arische“ Frau, damals schon krebskrank, blieb im Haus wohnen; sie starb 1941. Die Tochter wurde nach Großbritannien gebracht.
Fritz Hirschfeld fand nach Zwischenstationen – eine geplante Emigration nach Brasilien scheiterte an der dort verhängten Altersobergrenze – Unterkunft bei den Franziskanerinnen des St. Gertrudisgesticht in Nieuwkuijk (Heusden (Niederlande)). Er intensivierte seine musikalischen Aktivitäten, knüpfte Freundschaften mit niederländischen Familien und vertiefte sich in katholische Literatur. Er hatte bereits Augustinus’ Enarrationes in Psalmos, Bedas Vita Sancti Cuthberti und die Geschichte der Abtei Monkwearmouth-Jarrow übersetzt. Jetzt wandte er sich Joost van den Vondel zu und schrieb eine Reimübertragung von dessen Eucharistiedichtung Altaergeheimenissen und später von De Heerlijkheid der Kerken. Sein eigenes Denken fasste er in der dreiteiligen Schrift Von der Wirklichkeit. Gedanken über Welt und Überwelt zusammen. Nur drei dieser Typoskripte sind erhalten. Sie wurden von Myriam Teulings (Nimwegen) am 2. August 2018 dem Justizzentrum Potsdam übergeben.
Nach der deutschen Besetzung der Niederlande im Mai 1940 waren getaufte Juden zunächst von den sofort einsetzenden Deportationen ausgenommen. Das änderte sich, nachdem Erzbischof de Jong am 26. Juli 1942 in einem Hirtenbrief gegen die Judenverfolgung protestiert hatte. Wie zahlreiche andere jüdische Konvertiten wurde am 15. August 1942 auch Fritz Hirschfeld ins Durchgangslager Westerbork gebracht. Sein Brief vom Vortag seines Weitertransports nach Theresienstadt, dem 19. April 1943, ist das letzte von ihm erhaltene Schriftstück. Am 9. Oktober 1944 erfolgte der Transport nach Auschwitz. Dort wurde er am 11. Oktober vergast.

## Gedenken
Im März 2019 wurde in Nieuwkuijk in den Niederlanden an der Stelle des 1969 abgerissenen St. Gertrudisgesticht ein Stolperstein für Fritz Hirschfeld verlegt. Ein weiterer Stolperstein liegt seit Dezember 2019 in Potsdam, Griebnitzstraße 8. Ein weiterer Stolperstein wurde im Mai 2021 in Teylingen, ebenfalls in den Niederlanden, verlegt. Ein Saal im Landgericht Potsdam wurde nach ihm benannt.

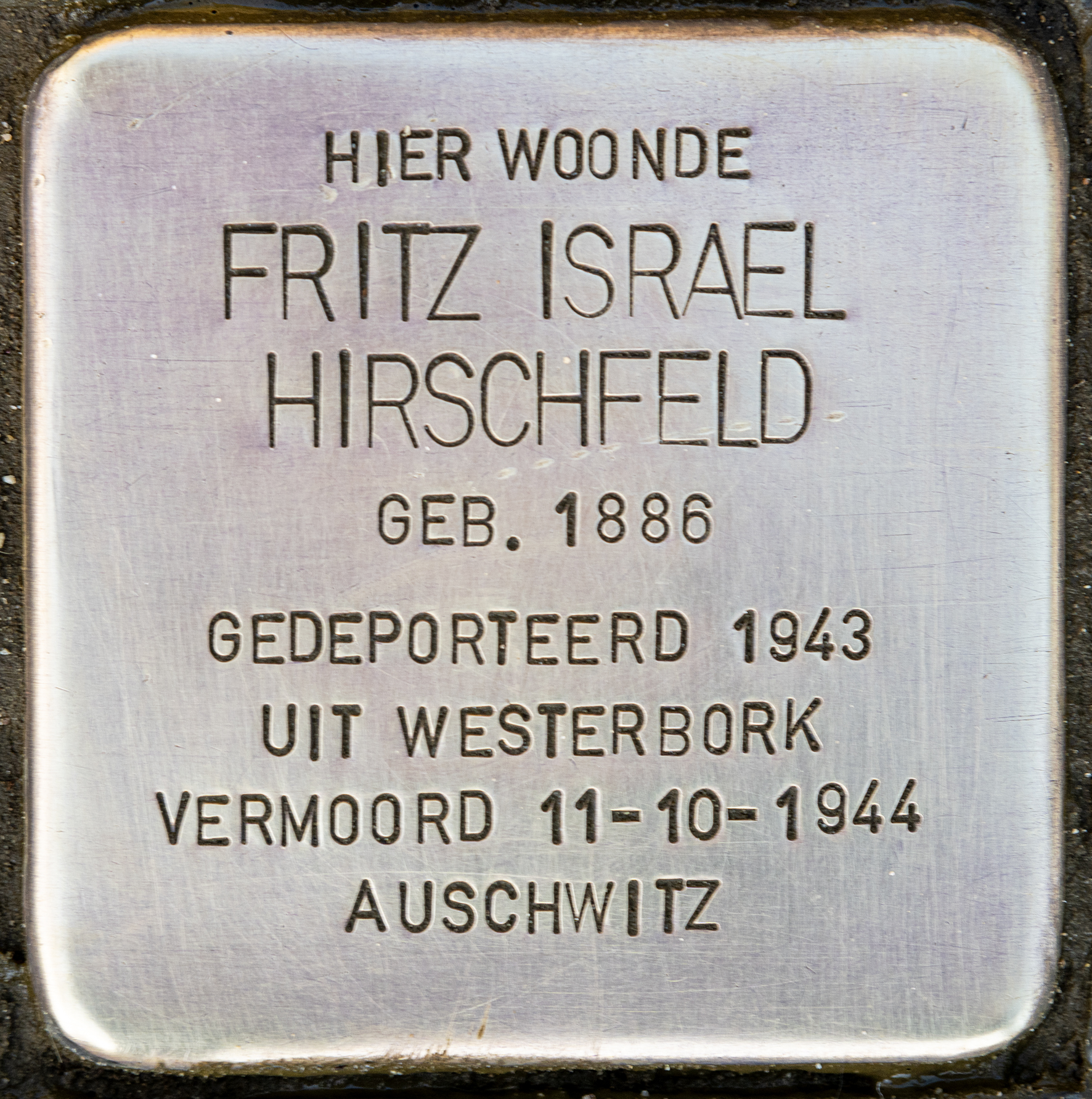
Stolperstein in Heusden
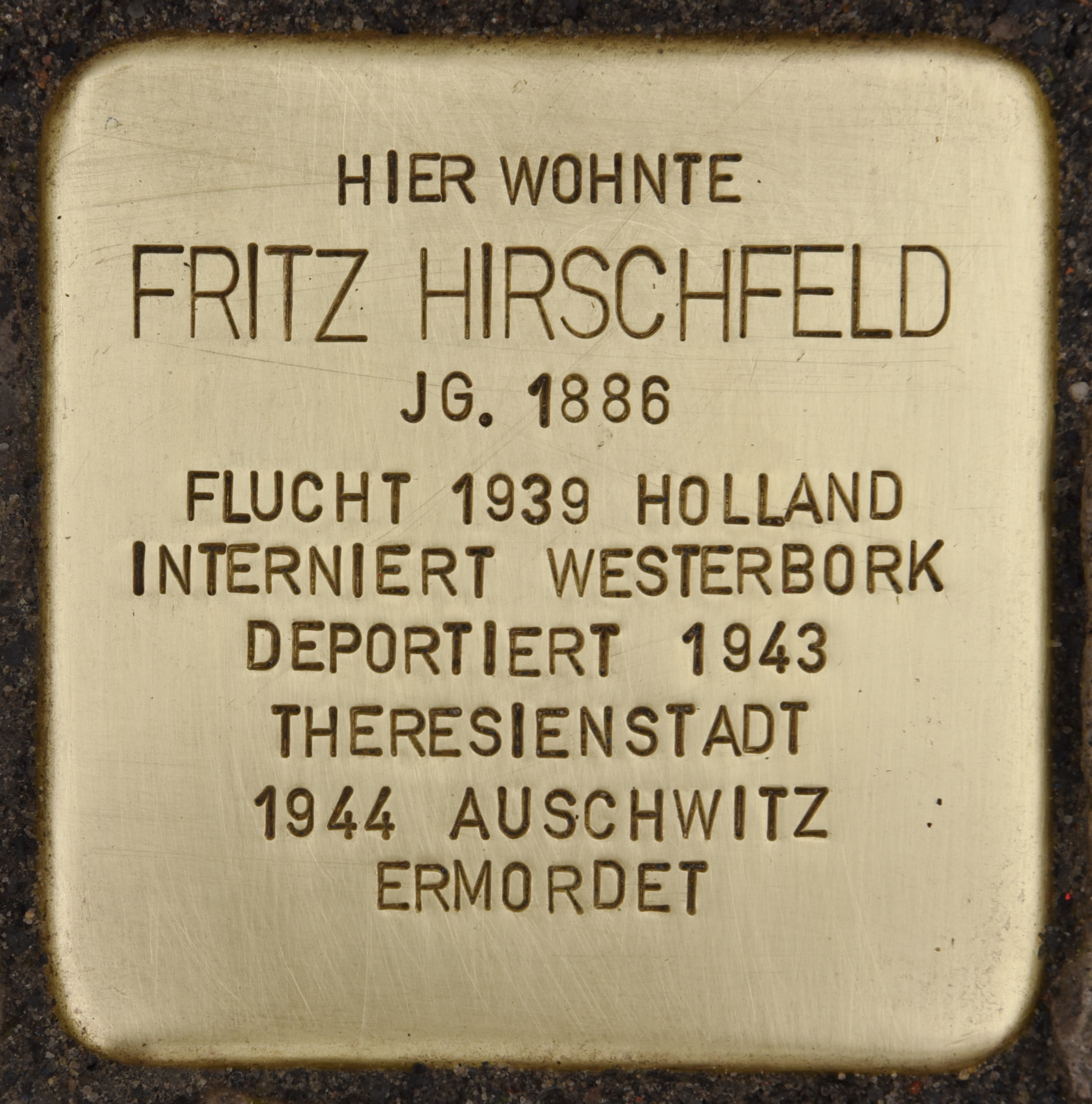
Stolperstein in Potsdam
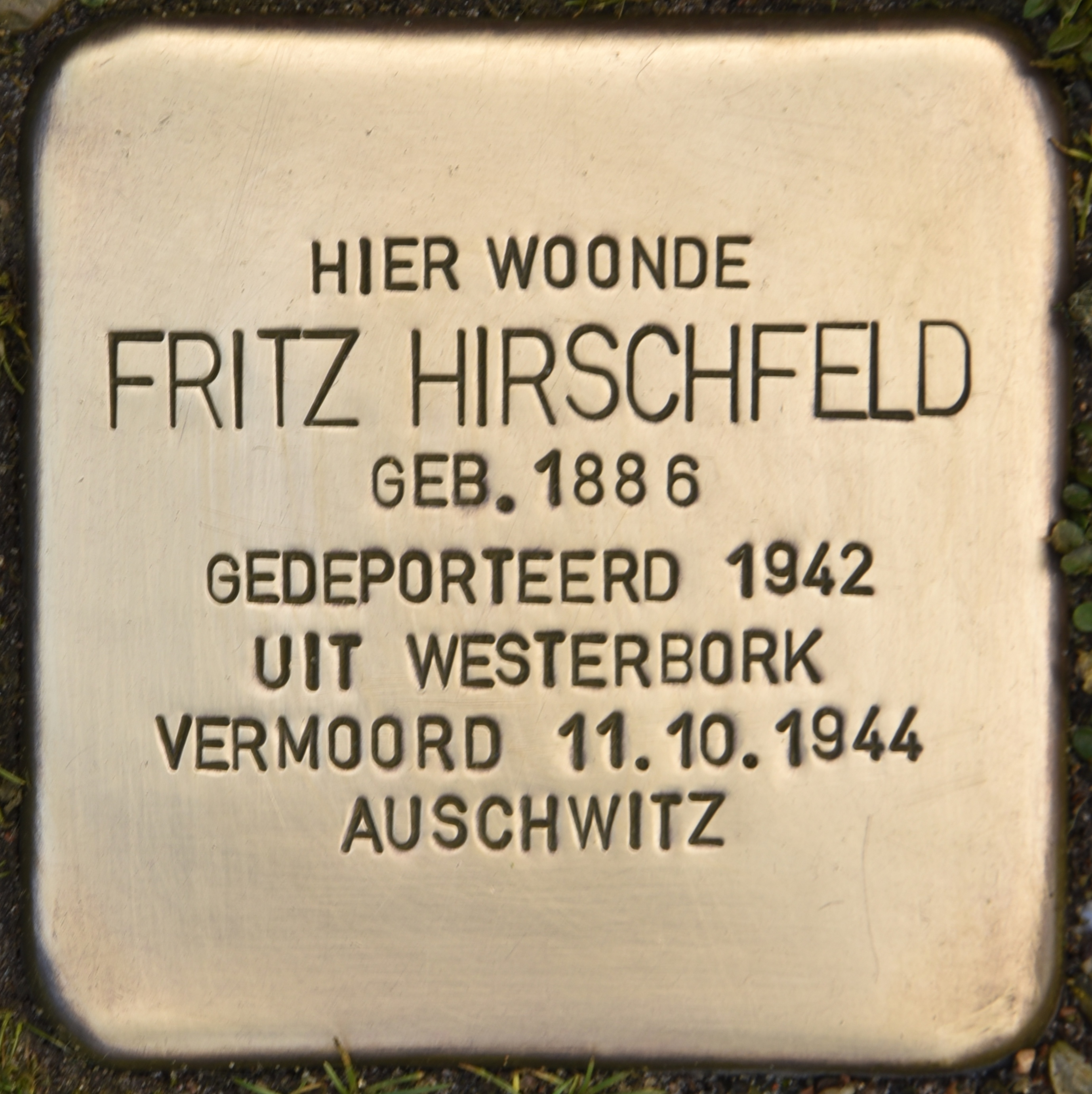
Stolperstein in Teylingen